# کرامولین (منطقه تربیچ)
کرامولین (به چکی: Kramolín) یک منطقهٔ مسکونی در جمهوری چک است که در منطقه تربیچ واقع شده‌است.
 کرامولین ۴٫۹۵ کیلومتر مربع مساحت و ۱۱۶ نفر جمعیت دارد و ۴۲۶ متر بالاتر از سطح دریا واقع شده‌است.